# Джада Пінкетт-Сміт
Джада Корен Пінкетт, у шлюбі Пінкет-Сміт (англ. Jada Koren Pinkett-Smith, Джейда Пінкіт [ˈdʒeɪdə ˈpɪŋkɪt]; нар. 18 вересня 1971, Балтимор, Меріленд, США) — американська актриса єврейського, індіанського, креольського і португальського походження; композитор, сценарист, продюсер, режисер і підприємець.

## Біографія
Народилася 18 вересня 1971 року в Балтиморі, штат Меріленд, США, у родині Адрінн Бенфілд Джоунс, старшої медсестри в одній із клінік Балтимора, та Робсола Пінкетта Молодшого, керівника будівельної компанії. Мати завагітніла, навчаючись у середній школі; пара одружилася, але через кілька місяців розійшлася. Має африканське та західноіндійське коріння. Названа на честь Джади Роуленд (англ. Jada Rowland), улюбленої акторки матері. Джаду виховували мати та бабуся, яка, помітивши схильність онуки до мистецтва, записала її на уроки піаніно, чечітки та балету. Має молодшого брата Каліба Пінкетта (актор та письменник).
Навчалася в Балтиморській школі мистецтв (закінчила 1989 року), де зустріла та потоваришувала з Тупаком Шакуром. Спеціалізувалася на танцях та театральному мистецтві. Продовжила навчання у Північнокаролінській школі мистецтв (North Carolina School of the Arts). Переслідуючи акторську кар'єру, переїхала до Лос-Анджелеса.
1997 року одружилася з Віллом Смітом. Мати двох дітей — Джейдена Сміта та Віллоу Сміт.

## Кар'єра
Почала акторську кар'єру 1990 року в ситкомі «Справжні кольори». З того часу з'явилася у понад 30 фільмах та серіалах. Відома ролями у таких стрічках та телесеріалах як: «Загроза суспільству» (1993), «Божевільний професор» (1996), «Другий світ» (1996), «Виклик» (1996), «Крик 2» (1997), «Алі» (2001), «Матриця: Перезавантаження» (2003), «Матриця: Революція» (2003) та «Готем» (2014—2017).
Озвучила гіпопотамиху Глорію у мультфільмі «Мадагаскар» (2005) та усіх наступних його продовженнях.
2002 року як співачка та авторка пісень заснувала метал-гурт «Wicked Wisdom».

## Фільмографія

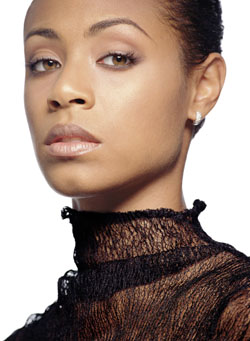
Пінкетт Сміт для Vogue, 2001

### Акторка
| Рік       |    | Українська назва              | Оригінальна назва                  | Роль                 |
| --------- | -- | ----------------------------- | ---------------------------------- | -------------------- |
| 1990      | тф |                               | Moe's World                        | Наталі               |
| 1990      | с  |                               | True Colors                        | Беверлі              |
| 1991      | с  | Доктор Дуги Хаузер            | Doogie Howser, M.D.                | Тріш Ендрюс          |
| 1991      | с  | Джамп-стріт, 21               | 21 Jump Street                     | Ніколь               |
| 1991—1993 | с  | Інший світ                    | A Different World                  | Лена Джеймс          |
| 1993      | ф  | Загроза суспільству           | Menace II Society                  | Ронні                |
| 1994      | ф  | Чорнильниця                   | The Inkwell                        | Лорен Келлі          |
| 1994      | ф  | Узи братерства                | Jason's Lyric                      | Лірика               |
| 1994      | ф  | Зниклі мільйони               | A Low Down Dirty Shame             | Пічес                |
| 1995      | ф  | Байки зі склепу: Демон ночі   | Tales from the Crypt: Demon Knight | Джерілайн            |
| 1996      | ф  | Божевільний професор          | The Nutty Professor                | Карла Пурті          |
| 1996      | ф  | Виклик                        | Set It Off                         | Ліда Ньюсом          |
| 1996      | тф | Якби стіни могли говорити     | If These Walls Could Talk          | Патті                |
| 1997      | мф | Принцеса Мононоке             | Mononoke-hime                      | Токі                 |
| 1997      | ф  | Крик 2                        | Scream 2                           | Морін Еванс          |
| 1998      | ф  | Ву                            | Woo                                | Ву                   |
| 1998      | ф  | Повернення до раю             | Return to Paradise                 | М.Дж. Меджор         |
| 1998      | кф |                               | Blossoms and Veils                 | Мері                 |
| 1998      | с  | Еллен                         | Ellen                              | Ellen Screen Test #3 |
| 2000      | ф  | Заморочені                    | Bamboozled                         | Слоун Гопкінс        |
| 2001      | ф  | На тому світі                 | Kingdom Come                       | Шаріс Слокумб        |
| 2001      | ф  | Алі                           | Ali                                | Соньї Рой            |
| 2003      | ф  | Матриця: Перезавантаження     | The Matrix Reloaded                | Ніобе                |
| 2003      | тф | Маніяк Магі                   | Maniac Magee                       | оповідач             |
| 2003      | вг | Enter the Matrix              | Enter the Matrix                   | Ніобе                |
| 2003      | ф  | Матриця: Революція            | The Matrix Revolutions             | Ніобе                |
| 2004      | ф  | Співучасник                   | Collateral                         | Енні                 |
| 2005      | мф | Мадагаскар                    | Madagascar                         | Глорія               |
| 2007      | ф  | Спорожніле місто              | Reign Over Me                      | Джанін Джонсон       |
| 2008      | ф  | Жінки                         | The Women                          | Алекс Фішер          |
| 2008      | ф  | Людський контракт             | The Human Contract                 | Ріта                 |
| 2008      | мф | Мадагаскар 2: Втеча до Африки | Madagascar: Escape 2 Africa        | Глорія               |
| 2009      | мф | Веселого Мадагаскару          | Merry Madagascar                   | Глорія               |
| 2009—2011 | с  | Сестра Готорн                 | Hawthorne                          | Крістіна Готорн      |
| 2012      | мф | Мадагаскар 3                  | Madagascar 3: Europe's Most Wanted | Глорія               |
| 2013      | мф | Мадагаскар: Любовна лихоманка | Madly Madagascar                   | Глорія               |
| 2014—2017 | с  | Ґотем                         | Gotham                             | Фіш Муні             |
| 2015      | ф  | Супер Майк XXL                | Magic Mike XXL                     | Рим                  |
| 2016      | ф  | Дуже погані матусі            | Bad Moms                           | Стейсі               |
| 2017      | ф  | Ульотні дівчата               | Girls Trip                         | Лайза Купер          |
| 2019      | ф  | Падіння Янгола                | Angel Has Fallen                   | агент Томпсон        |
| 2021      | ф  | Матриця: Воскресіння          | The Matrix Resurrections           | Ніобе                |

### Режисерка, продюсерка, сценаристка
| Рік       |     | Українська назва    | Оригінальна назва                       | Роль                    |
| --------- | --- | ------------------- | --------------------------------------- | ----------------------- |
| 1998      | кф  |                     | Blossoms and Veils                      | виконавча продюсерка    |
| 2003      | в   | Роби або помри      | Ride or Die                             | виконавча продюсерка    |
| 2003—2007 | с   | Все про нас         | All of Us                               | продюсерка, сценаристка |
| 2004      | ф   | Масовка             | The Seat Filler                         | виконавча продюсерка    |
| 2008      | ф   | Людський контракт   | The Human Contract                      | режисерка, сценаристка  |
| 2008      | ф   | Таємне життя бджіл  | The Secret Life of Bees                 | виконавча продюсерка    |
| 2009—2011 | с   | Сестра Готорн       | Hawthorne                               | продюсерка              |
| 2010      | ф   | Карате кід          | The Karate Kid                          | продюсерка              |
| 2012      | док | Свободу Анджелі     | Free Angela and All Political Prisoners | виконавча продюсерка    |
| 2012      | док |                     | Rape For Profit                         | виконавча продюсерка    |
| 2013      | ф   | Після нашої ери     | After Earth                             | продюсерка              |
| 2013      | с   | Ток-шоу Квін Латіфи | The Queen Latifah Show                  | виконавча продюсерка    |
| 2014      | ф   | Енні                | Annie                                   | продюсерка              |
| 2019      | ф   | Хала                | Hala                                    | продюсерка              |